# Matrix (geologie)
Met matrix wordt in de geologie, en met name in de sedimentologie en petrologie, bedoeld: "de fijnkorrelige of fijnkristallijne grondmassa van een gesteente die de ruimte tussen de korrels of kristallen opvult".

## Eigenschappen
De matrix van gesteente kan bestaan uit verschillende mineralen, maar meestal bestaat de matrix in sedimentaire gesteenten uit kleimineralen, calciet of silt. In stollingsgesteenten wordt de matrix gevormd door de kleinste kristallen, dit kunnen bijvoorbeeld kwarts, pyroxeen, veldspaten of amfibolen zijn.

## Classificatie
Sedimentaire en stollingsgesteenten worden ingedeeld op basis van de verhouding matrix-klasten/kristallen. Voor stollingsgesteenten geldt dat de "korrels" fenocrysten genoemd worden en de textuur van een gesteente met grovere fenocrysten in een fijnere matrix wordt porfier genoemd.
Klastisch gesteente wordt meestal ook ingedeeld op de verhouding tussen de matrix en de korrels. De korrels in een klastisch gesteente worden klasten genoemd. Veel sedimentaire gesteenten zijn klastisch. De indeling van Dunham voor carbonaatgesteente geeft bijvoorbeeld de volgende categorieën:
- mudstone (minder dan 10% klasten = meer dan 90% matrix)
- wackestone (meer dan 10% klasten, maar de klasten "dragen" het gesteente niet)
- packstone (minder matrix; de klasten "dragen" het gesteente)
- grainstone (geen matrix maar een kristallijn cement; veel klasten)
- boundstone (het gesteente bestaat uit één, in situ gevormd materiaal, bijvoorbeeld een gesteente opgebouwd uit koraal)

## Olie-industrie
Bij de bepaling van de kwaliteit van reservoirgesteenten, is bestudering van het type en de hoeveelheid matrix van belang. Een gesteente dat vooral bestaat uit een gecementeerde matrix, is doorgaans een slecht reservoir, door de sterk gereduceerde porositeit. Als de matrix veel illiet bevat, kan er ook een slecht reservoirgesteente ontstaan.